# Biatorbágy
Biatorbágy je vas na Madžarskem, ki upravno spada v podregijo Budaörsi Županije Pešta.